# Стара школа у Белановици
Стара школа у Белановици, насељеном месту на територији општине Љиг, представља непокретно културно добро као споменик културе.
Школска зграда која је подигнута 1864. године, за време владавине Милоша Обреновића, правоугаоне је основе, димензија 12,80x29,20 метара. Имала је учионицу, стан за учитеља и трем, са осам богато профилисаним стубовима, који је временом зазидан у некој од интервенција. Остали део зграде је зидан опеком, малтерисан и покривен четвороводним кровом и бибер црепом као покривачем.